# Atractodenchelys
Atractodenchelys is een geslacht van straalvinnige vissen uit de familie van kuilalen (Synaphobranchidae).

## Soorten
- Atractodenchelys brevitrunca Vo & Ho, 2020
- Atractodenchelys phrix Robins & Robins, 1970
- Atractodenchelys robinsorum Karmovskaya, 2003